# Улрих II фон Линдов-Рупин
Улрих II фон Линдов-Рупин (на немски: Ulrich II. von Lindow-Ruppin; * 1315; † 3 февруари 1356) от род Арнщайн е граф на Линдов-Рупин в Бранденбург. .
Той е син на граф Улрих I фон Линдов-Рупин († 1316) и съпругата му Аделхайд фон Шладен († сл. 1300), дъщеря на граф Майнхер фон Шладен († сл. 1302) и Аделхайд фон Верберг († 1302). Внук е на Гунтер I фон Линдов-Рупин († 1284), граф на Линдов-Рупин, Дорнбург и Мюлинген, и Еуфемия фон Рюген (* ок. 1216). Правнук е на граф Гебхард фон Арнщайн (1209 – 1255/1256) и Хедвиг фон Хиршер-Зибенбурген (1225 – 1271). Прадядо му построява замък Рупин и през 1240 г. се нанася там.
Брат е на граф Гунтер III фон Линдов-Рупин († ок. 1338), женен за Луитгарда фон Мекленбург († 1352). Сестра му Агнес фон Линдов-Рупин († 1343), е омъжена I. за княз Вислав III фон Рюген († 1325), II. за херцог Хайнрих II фон Мекленбург († 1329), III. 1333 г. за курфюрст Рудолф фон Саксония († 1356). Сестра му Елизабет фон Шлезиен († 1356) е омъжена ок. 1315 г. за херцог Вартислав IV от Померания-Рюген († 1326).
През 1524 г. графският род фон Линдов-Рупин измира по мъжка линия със смъртта на граф Вихман. Собственостите са взети от курфюрста на Бранденбург Йоахим I († 1535).

## Фамилия
Улрих II фон Линдов-Рупин се жени пр. 2 септември 1324 г. за принцеса Агнес фон Анхалт-Цербст (* ок. 1306; † 1352), дъщеря на княз Албрехт I († 1316/1317) и Агнес фон Бранденбург († 1329/1330). Те имат децата:
- Агнес фон Линдов-Рупин († сл. 1361/пр. 1402), омъжена I. 1346 г. за Николаус IV фон Верле († 1354), II. 1358 г. за херцог Йохан I фон Мекленбург-Щаргард (1321 – 1392)
- Улрих III фон Линдов-Рупин († сл. 2 април 1359)
- Албрехт фон Линдов-Рупин (* ок. 1330; † пр. 29 април 1391), женен за княгиня София фон Верле († 1384), сестра на Николаус IV фон Верле, дъщеря на княз Йохан III фон Верле-Голдберг († 1352); имат два сина

## Галерия
- Замъкът Рупин ок. 1650
- Нойрупин ок. 1694
- Господството Рупин ок. 1400